# Le Règne animal
Pour plus de détails, voir Fiche technique et Distribution.
Le Règne animal est un film français réalisé par Thomas Cailley, sorti en 2023.
Le film débute alors que le monde s'est déjà habitué à une épidémie de mutations qui transforment les humains en animaux. François doit déménager dans le sud de la France pour se rapprocher de sa femme Lana, touchée par ce mal mystérieux et envoyée dans un centre spécialisé. Sur place, lui et son fils Émile doivent se réinventer dans un monde qui se peuple de créatures d'un nouveau genre.
Il est présenté en film d'ouverture dans la section « Un certain regard » au Festival de Cannes 2023.
En 2024, le film reçoit cinq prix à la 49e cérémonie des César, dont celui de la meilleure photographie et celui des meilleurs costumes.

## Synopsis
Dans un futur proche, une mutation provoque la transformation progressive de certains individus en animaux anthropomorphiques. Les chercheurs sont désemparés face à cette maladie qui peut toucher n'importe qui quel que soit son âge ou son sexe et chaque pays tente de gérer tant bien que mal ses monstres, baptisés "Créatures" ou surnommés "bestioles".
En France, Émile Marindaze et son père cuisinier, François, déménagent dans le sud pour suivre sa mère, Lana, transformée en créature, qui doit être transportée dans un centre de soins récemment construit. Émile n'a jamais réussi à passer son traumatisme lorsque sa mère l'a agressé, le griffant au visage, et se tient le plus loin possible des créatures. Logés dans un camping, les deux hommes sont prévenus que le camion qui transportait les créatures vers le centre a subi un accident et que des patients se sont échappés. Bien que Julia, une gendarme, tente de rassurer François et de lui expliquer qu'ils les retrouveront, ce dernier décide de se lancer lui-même dans les recherches pour retrouver sa femme. Au cours de leur première battue, lui et Émile tombent sur deux créatures, l'un oiseau, qui blesse Émile et l'autre, une enfant grenouille. Malgré tout, Lana reste introuvable.
Lors d'un cours de sport où Émile réussit à gagner seul au tir à la corde, il découvre qu'il a une force surhumaine et constate plus tard que des griffes sortent sous ses ongles et qu'il commence à se transformer. Terrifié, le lycéen décide de cacher cela à son père par peur d'être envoyé en centre. Néanmoins, au fil des jours, la mutation l'affecte progressivement et l'instinct animal prenant le dessus, Émile se rend à l'endroit où il avait trouvé les deux créatures avec son père pour demander de l'aide. D'abord réticent, Fix, l'homme-corbeau lui fait progressivement confiance lorsqu'Émile l'aide à voler. Dans le même temps, le garçon se rapproche de Nina, une de ses camarades de classe. François, lui n'a pas perdu espoir de retrouver Lana et se retrouve nez à nez avec un homme-morse qui s'avère être un proche de Naïma, la serveuse avec qui il travaille. L'homme s'échappe et François aperçoit brièvement Lana, presque totalement transformée en ourse partant vers la forêt. Parti en battue avec Julia, les gendarmes ayant été relevés de leur fonction par l'armée, François retrouve le vélo de son fils (ce dernier l'avait abandonné car il n'était plus capable de l'utiliser et avait prétendu qu'on lui avait volé) et comprend qu'il lui ment depuis longtemps en retrouvant des griffes et des poils dans le tuyau d'un évier. Soucieux de l'aider, François lui donne de nombreux conseils pour éviter de se faire remarquer, conseils qu’Émile peine à suivre au vu de l'avancée de sa transformation en créature.
Lors de la fête de la Saint-Jean et après une altercation avec son père, Émile a une relation sexuelle avec Nina, qui découvre sa mutation - ce dont elle se doutait depuis longtemps - mais cela ne l'effraie pas. Cependant, un autre de ses camarades l'a vu et le provoque avec un émetteur d'ultrasons. Emile craque et l'agresse avant de fuir. L'employeur de François, qui dirige une milice anti-créatures, lance la chasse pour l'arrêter. Fix vient au secours de son ami et tue l'un des chasseurs avant d'être lui-même abattu. Le garçon parvient à s'enfuir et, s'enfonçant de plus en plus profondément dans la forêt, il parvient dans une zone où toutes les créatures échappées se sont regroupées. Il retrouve sa mère qui le reconnaît brièvement et lui témoigne de l'affection. C'est ce moment que choisit l'armée pour attaquer l'endroit et capturer les créatures. Emile est également capturé sous le regard impuissant de "grenouille" qui échappe aux militaires parce qu'elle est grimpée à un arbre. Ayant toujours apparence humaine, Émile est traité comme une victime et emmené à la gendarmerie où son père vient le récupérer. Lorsqu'il doit signer sa déposition, Émile a brièvement un comportement animal et François assomme le gendarme pour éviter qu'il ne donne l'alerte. Les deux hommes quittent ensuite le poste sous le regard suspicieux de Julia.
En voiture, Émile dit à son père qu'il a vu sa mère dans la forêt. Après qu'ils découvrent qu'ils sont pris en chasse par la gendarmerie, Émile dit à son père qu'il espère qu'il viendra le voir en centre. François dit à son fils qu'il n'ira pas en centre, accélère et prend un chemin en direction de la forêt. Puis il stoppe et dit à son fils de courir aussi vite que possible. Émile remercie son père et s'enfonce dans les bois. François le regarde s'éloigner les larmes aux yeux tandis que les gendarmes s'approchent du véhicule. Le dernier plan du film montre Émile courant dans les bois en hurlant.

### Scène d'épilogue coupée (version festival de Cannes - bonus DVD)
Un an après les événements du film, François passe à la gendarmerie déposer une signature pour son contrôle judiciaire. On le voit ensuite marcher avec son chien le long d'une clôture d'une « réserve biologique intégrale ». Il se trouve ensuite sur une embarcation à l'intérieur de la réserve, avec Naïma qui caresse l'homme morse qui nage près d'eux. Au même moment, Nina s'arrête en voiture aux lisières de la réserve et hurle à travers la clôture. Sur une tour de guet située dans la réserve, Julia, dont la peau commence à présenter des écailles, entend ces hurlements et d'autres cris venant de la forêt. François entend également de nombreux cris s'élever de la forêt autour de son embarcation puis finit par reconnaître les hurlements de son fils et sourit.

## Fiche technique
Sauf indication contraire, les informations mentionnées dans cette section peuvent être confirmées par la base de données cinématographiques Unifrance,  présente dans la section « Liens externes ».
- Titre original : Le Règne animal
- Réalisateur : Thomas Cailley
- Scénario : Thomas Cailley et Pauline Munier
- Musique : Andrea Laszlo De Simone
- Décors : Julia Lemaire
- Costumes : Ariane Daurat
- Photographie : David Cailley
- Son : Niels Barletta, Matthieu Fichet, Fabrice Osinski et Raphaël Sohier
- Montage : Lilian Corbeille
- Production : Pierre Guyard
- Sociétés de production : Nord-Ouest Films, Studiocanal, France 2 Cinéma et Artémis Productions, en association avec 6 SOFICA
- Sociétés de distribution : Studiocanal (France) ; O'Brother Distribution (Belgique), Praesens Film (Suisse romande)
- Budget : 15,96 millions d'euros[1]
- Pays de production :  France
- Langue originale : français
- Format : couleur - son Dolby Digital
- Genre : aventure, drame, fantastique
- Durée : 127 minutes
- Dates de sortie :
  - France : 17 mai 2023 (Festival de Cannes) ; 4 octobre 2023 (sortie nationale)
  - Belgique, Suisse romande : 4 octobre 2023
- Classification : 
  - France : Avertissement

## Distribution
Sauf indication contraire, les informations mentionnées dans cette section peuvent être confirmées par les bases de données cinématographiques IMDb et Allociné,  présentes dans la section « Liens externes ».
- Romain Duris : François Marindaze
- Paul Kircher : Émile Marindaze
- Adèle Exarchopoulos : Julia Izquierdo
- Tom Mercier : Fix
- Billie Blain : Nina Moktari
- Xavier Aubert : Jacques
- Saadia Bentaïeb : Naïma
- Gabriel Caballero : Victor
- Iliana Khelifa : Maëlle
- Paul Muguruza : Jordan
- Maëlle Benkimoun : Grenouille
- Nathalie Richard : Valérie Beaudouin
- Tom Rivoire : le lieutenant de gendarmerie
- François-Xavier Raffier : Bonnel
- Florence Deretz : Lana Marindaze

## Production

### Genèse et développement
Le Règne animal est le deuxième long métrage du réalisateur français Thomas Cailley après sa première œuvre primée, Les Combattants (2014).
L'idée de départ vient d'un scénario de Pauline Munier écrit alors qu'elle était encore étudiante à La Fémis. Thomas Cailley découvre cette histoire alors qu'il participe à un jury de lecture de travaux des étudiants de l'école. Il propose alors à Pauline Munier d'écrire ensemble un long métrage basé sur cette idée d'humains qui se transforment en acquérant des traits animaux.
Les créatures mi-humaines mi-animales du film résultent d'un travail de pré-production intensif : deux ans avant le tournage, Thomas Cailley a travaillé pendant 6 mois avec le dessinateur de bande dessinée Frederik Peeters « pour développer un bestiaire complet : mammifères, oiseaux, arthropodes, nous avons cherché partout. » Ces concept arts ont ensuite servi de base à des character designers spécialisés en morphologie pour créer les modèles définitifs.
Le réalisateur s'est également intéressé aux sculptures de Ron Mueck et Patricia Piccinini, afin d'éviter de retomber sur « des choses connues, des silhouettes issues de l'heroic fantasy ou du jeu vidéo, un imaginaire un peu viriliste. » Les créatures ont été réalisées grâce à un mélange d'effets physiques de maquillage et d'animatroniques et d'effets numériques en post-production. Thomas Cailley a également travaillé avec le célèbre storyboarder Sylvain Despretz pour élaborer et budgéter les scènes du film.

### Tournage
Le film se déroule dans les landes de Gascogne, en Gironde, où le cinéaste a grandi et où il a mis en scène son premier film. Le scénario a été écrit avant la pandémie du Covid-19. Comme pour Les Combattants, Pierre Guyard (Nord-Ouest Films) se charge de la production, tandis que le frère du réalisateur, David Cailley, s'occupe de la photographie et Lilian Corbeille du montage. Les rôles principaux sont tenus par Paul Kircher, Romain Duris et Adèle Exarchopoulos.
Le tournage a eu lieu à partir de mai 2022 entièrement en Nouvelle-Aquitaine, pour moitié dans les Landes, en Lot-et-Garonne dans les villes du Temple-sur-Lot et de Castelmoron-sur-Lot puis en Dordogne avec la commune du Fleix et en Bergeracois, notamment au château de Bridoire, et enfin en Gironde, à Gradignan, Hostens et La Teste-de-Buch.
Les coûts de production ont été estimés entre 13 et 15 millions d'euros,,.
Au total, le tournage devait durer 57 jours, jusqu'à la mi-août, mais a été prolongé d'un mois, car certains décors extérieurs ont été détruits par les incendies ayant touché la région durant l'été 2022,.

### Financement
Le projet a bénéficié du soutien financier du Centre national du cinéma et de l'image animée (CNC),.

## Accueil

### Festival et sortie
Le film est choisi pour faire l'ouverture de la sélection « Un certain regard » du festival de Cannes 2023.

La version sortie en salles, de 128 minutes, est plus courte de deux minutes que la version présentée au festival de Cannes,. En effet, le réalisateur Thomas Cailley a coupé une scène d'épilogue après les projections cannoises. Comme le réalisateur l'explique, les incendies qui ont bouleversé le tournage ont forcé le montage à se terminer plus tard que prévu, amenant à dévoiler un montage non définitif à Cannes : 

« Notre flux de post-production a été très comprimé et au lieu de terminer le film un mois et demi avant le Festival de Cannes, on l'a terminé le 14 mai pour une projection le 17. […] Quand je l'ai vu, j'ai trouvé ça bien mais j'ai eu quand même un doute. On a donc profité des reprises cannoises à Paris pour essayer sans l'épilogue. Au final j'ai eu l'impression qu'il était plus intéressant de ne pas répondre à toutes les questions auxquelles l'épilogue répondait. De les garder en suspens. »

Cet épilogue est ensuite présenté en tant que "fin alternative" en bonus de l'édition blu-ray du film.

### Critiques
Après sa projection cannoise, le film est salué par une critique généralement dithyrambique. Ainsi le film est « un coup d'éclat ahurissant » pour Télérama tandis que Libération évoque un film « qui propose un équilibre détonnant, qui ouvre une nouvelle voie pour le cinéma français. » The Hollywood Reporter salue « une œuvre originale et saisissante » et le critique de Variety est surpris par « un film qui pourrait sembler idiot s'il vacillait ne serait-ce qu'un instant. Ce qui rend le fait qu'il fonctionne d'autant plus remarquable. »
Des critiques font cependant état de quelques réserves, notamment Le Monde qui critique « un scénario dont la solidité fait défaut. »
Lors de la sortie en salles, Première salue un « chef-d'œuvre étourdissant » et en fait son « film du mois » quand, pour Les Inrockuptibles, « Le Règne animal réussit quelque chose de rare, si ce n’est d’unique, dans le cinéma hexagonal contemporain : en remontrer à Hollywood sur son terrain de jeu privilégié (le film de genre à grand spectacle), tout en s’inscrivant sur un territoire résolument français. » Allociné constate que Le Règne animal est le quatrième film le mieux noté par la presse en 2023.
Le Monde révise son appréciation : « Le film remplit parfaitement son office de roman d’apprentissage et on ne peut que se laisser prendre par son attrait pour la bestiole et la bricole. Les mutations fonctionnent à merveille parce qu’elles ne perdent jamais le point de vue humain. Concrètement, lorsque l’un des personnages se transforme en oiseau, le cinéaste fait avec les moyens du bord. Pour le dire simplement, il lui colle des ailes dans le prolongement de ses bras et lui laisse son bas de jogging. Sa rhinoplastie suggère qu’il a chuté plusieurs fois. La persévérance des débutants se loge, bien souvent, dans le grotesque qui fait d’eux des hommes rafistolés. »

### Box-office

#### France
Le film réalise 12 907 entrées avec ses avant-premières pour un total cumulé de 35 982 entrées lors de son premier jour et finit sa première semaine avec 224 476 entrées. Il se positionne ainsi en deuxième place du box-office, derrière le film Bernadette, mais avec une meilleure moyenne de 22 spectateurs par séance (quand celle de Bernadette est de 17). Signe d'un bon bouche-à-oreille, qui permet au magazine Première de le présenter comme un « nouveau phénomène du box-office français », le film ne perd que 2 % de sa fréquentation en deuxième semaine, à l'issue duquel il cumule 431 376 entrées. Il gagne même des spectateurs en troisième semaine, avec une progression de 3 % qui font un cumul de 643 114 tickets. Le film dépasse la barre du million d'entrées lors de sa sixième semaine à l'affiche.

## Distinctions

### Récompenses
- Festival international du film de Catalogne de Sitges 2023 : meilleurs effets spéciaux[38]
- Prix Louis-Delluc 2023
- Lumières de la presse internationale 2024 : Meilleure mise-en-scène pour Thomas Cailley[39]
- César 2024[40] :
  - Meilleurs costumes pour Ariane Daurat
  - Meilleur son pour Fabrice Osinski, Raphaël Sohier, Matthieu Fichet, Niels Barletta
  - Meilleurs effets visuels pour Cyrille Bonjean, Bruno Sommier et Jean-Louis Autret
  - Meilleure musique originale pour  Andrea Laszlo De Simone
  - Meilleure photographie pour David Cailley

### Nominations
- César 2024[40] :  
  - Meilleur film
  - Meilleure réalisation
  - Meilleur scénario original
  - Meilleur acteur pour Romain Duris
  - Révélation masculine pour Paul Kircher
  - Meilleur montage
  - Meilleurs décors
  - César des lycéens
- Lumières 2024 :
  - Meilleur film
  - Meilleure image
  - Meilleure musique pour Andrea Laszlo De Simone
  - Meilleur scénario pour Thomas Cailley et Pauline Munier
- Marius de l'audiodescription 2024 (pour le travail d’Anouchka Nyssen et Catherine Weisslsinger Gammel)[41]

### Sélections
- Festival de Cannes 2023 : film d'ouverture de la section Un certain regard
- Présélection des 5 films pour représenter la France à l'Oscar du meilleur film international en 2024[42].
- Festival international du film de Catalogne de Sitges 2023 : Official Fantastic Competition[43]
- Festival du cinéma francophone de Málaga 2023 : film de clôture
- Festival du film de Varsovie 2023 : section « Crème de la crème »
- Busan International Film Festival 2023 : Open Cinéma
- Festival BFI du film de Londres 2023 : catégorie thriller
- Festival du nouveau cinéma de Montréal 2023 : film de clôture
- Festival international du film de Karlovy Vary 2023 : section « Horizons »